# مارلون كلاين
مارلون كلاين (بالألمانية: Marlon Klein)‏ هو موسيقي ألماني، ولد في 13 ديسمبر 1957 في هرفورد في ألمانيا.